# Weppes
De Weppes is een streek in het Franse Noorderdepartement, ten westen van de stad Rijsel. Het was een van de vijf landen of kwartieren van de kasselrij Rijsel.

## Ligging
De Weppes ligt ten westen van Rijsel, tussen de rivier Deule en Leie. De streek heeft een licht reliëf, dat licht afzakt naar het Leiedal in het westen. In het noorden vormt de Leie de grens met België.
Gemeenten en plaatsen in de Weppes zijn Armentières, Aubers, Beaucamps, Bois-Grenier, Capinghem, Englos, Ennetières-en-Weppes, Erquinghem-Lys, Erquinghem-le-Sec, Escobecques, Fournes-en-Weppes, Frelinghien, Fromelles, Hallennes-lez-Haubourdin, Hantay, Herlies, Houplines, Illies, La Bassée, La Chapelle-d'Armentières, Lambersart, Le Maisnil, Ligny-en-Weppes, Lomme, Lompret, Marquillies, Pérenchies, Prémesques, Radinghem-en-Weppes, Sainghin-en-Weppes, Saint-André-lez-Lille, Salomé, Santes, Sequedin, Verlinghem, Wavrin en Wicres.

## Geschiedenis
Het land van Weppes werd voor het eerst vermeld in de middeleeuwen. De naam zou afkomstig zijn van het Latijnse "ad vesperem", wat "in het westen" betekent. De Weppes werd een van de kwartieren van de kasserlij Rijsel in Romaans-Vlaanderen. De hoofdplaats was Wavrin. Ook Armentiers in het noorden, en La Bassée in het zuiden waren belangrijke plaatsen.
Tegenwoordig is het gebied een onderdeel van de agglomeratie en instelling voor intergemeentelijke samenwerking Europese metropool van Rijsel. In 1992 werd ook een communauté des communes (een intergemeentelijk samenwerkingsverband) opgericht genoemd naar de Weppes.